# Thiollierepycnodus wagneri
Thiollierepycnodus wagneri — вид вимерлих променеперих риб вимерлого ряду Pycnodontiformes, що існував у пізній юрі (154—152 млн років тому). Описаний у 1852 році під назвою Gyrodus wagneri з решток, що знайдені у Франції. Ще один скелет риби знайдено у 2014 році в Німеччині. У лютому 2020 року вид перенесений у власний новостворений рід Thiollierepycnodus.

## Назва
Рід Thiollierepycnodus названо на честь французького палеонтолога Віктора Йосипа де Іль Тіольєра, який описав типовий вид. Видова назва T. wagneri дана на честь доктора Йоганнеса Андреаса Вагнера (1797—1861), який був професором зоології в Мюнхенському університеті та куратором Zoologische Staatssammlung München.